# Инфибулация
Инфибулацията е хирургично отстраняване (осакатяване) на гениталиите на мъже и жени, по-специално на препуциума, малките срамни устни и големите срамни устни. Тя може да варира от зашиване до пълно отстраняване и се прави по различни причини.

## При жените
Женската инфибулация, известена като тип III женско генитално осакатяване (FGM) и в някои африкански страни като „фараонско обрязване“ е отстраняването на малките срамни устни и големите срамни устни. Когато лабиалната тъкан зараства, тя образува стена от кожа и плът между вагината и останалата част от областта на пубиса. Чрез поставяне на клонка, преди раната да зарасне, се образува малък отвор за преминаване на урина и менструална кръв. Процедурата обикновено е съпроводена с отстраняване на клитора. Краката се превързват плътно един до друг за период от две до четири седмици, за да позволи на срамните устни да зараснат и да образуват химен. Обикновено процедурата се извършва на млади момичета преди началото на пубертета.
Инфибулацията е процедура, която се прилага в някои африкански страни, в Близкия изток и Югоизточна Азия. Тя се използва на практика, за да се направят жените сексуално неактивни, да понижи вероятността от изневяра и мъжът да получи девствена съпруга. Хименът, произведен от инфибулацията обикновено се разкъсва по време на насилствено действие на пениса на мъжа или чрез разряване с нож. Процедурата често води до увреждане на органите, незадържане на урината, акушерска фистула и смърт.

## При мъжете
Исторически, инфибулацията е зашиване на препуциума. В Древна Гърция спортисти, певци и други публични изпълнители са извършвали затваряне на препуциума с помощта на закопчалка или връв и придърпвали пениса на една страна (положение известно в практиката като kynodesmē (буквално „кучешки нашийник“). Това било знак за сдържаност и въздържание, но също е свързано със скромността в художественото представяне, тъй като да се показва дълъг пенис или главата му по-специално, се приемало за нецензурно и обидно.
Много примери на kynodesmē са изобразени върху вази и най-често показват участници в празненства (симпозиуми), които по правило са по-възрастни или най-малко зрели мъже. Завързването на пениса с нишка е начин за избягване на това, което се приемало като срамно и непочтено, т.е. показването на пениса – нещо, което е присъствало при изобразяването на хора без репутация като например робите и варварите. Следователно изразява моралната стойност и скромност на субекта. Инфибулация е правена на роби в Древен Рим, за да се гарантира целомъдрие. Инфибулацията се правела, за да се предотврати полов акт, но не и мастурбация.
Инфибулацията при мъжете сега обикновено се извършва като генитална промяна, но тя може да се отнесе и към самоизмъчването като пиърсинга на зърната на гърдите, срамните устни, клитора, скротума или пениса с остри предмети за удоволствие. В един краен пример на американския сериен убиец Албърт Фиш, той получавал сексуално удовлетворение от пробождане с игли в пениса и скротума. След екзекуцията му, аутопсията разкрива почти две дузини игли в областта на таза му.